# Anne Stine Ingstad
Anne Stine Ingstad (11 de febrer de 1918 – 6 de novembre de 1997) va ser una arqueòloga noruega que, al costat del seu marit, Helge Ingstad, va descobrir el 1960 les restes d'un assentament viking a l'Anse aux Meadows, a la província canadenca de Terranova i Labrador.

## Biografia

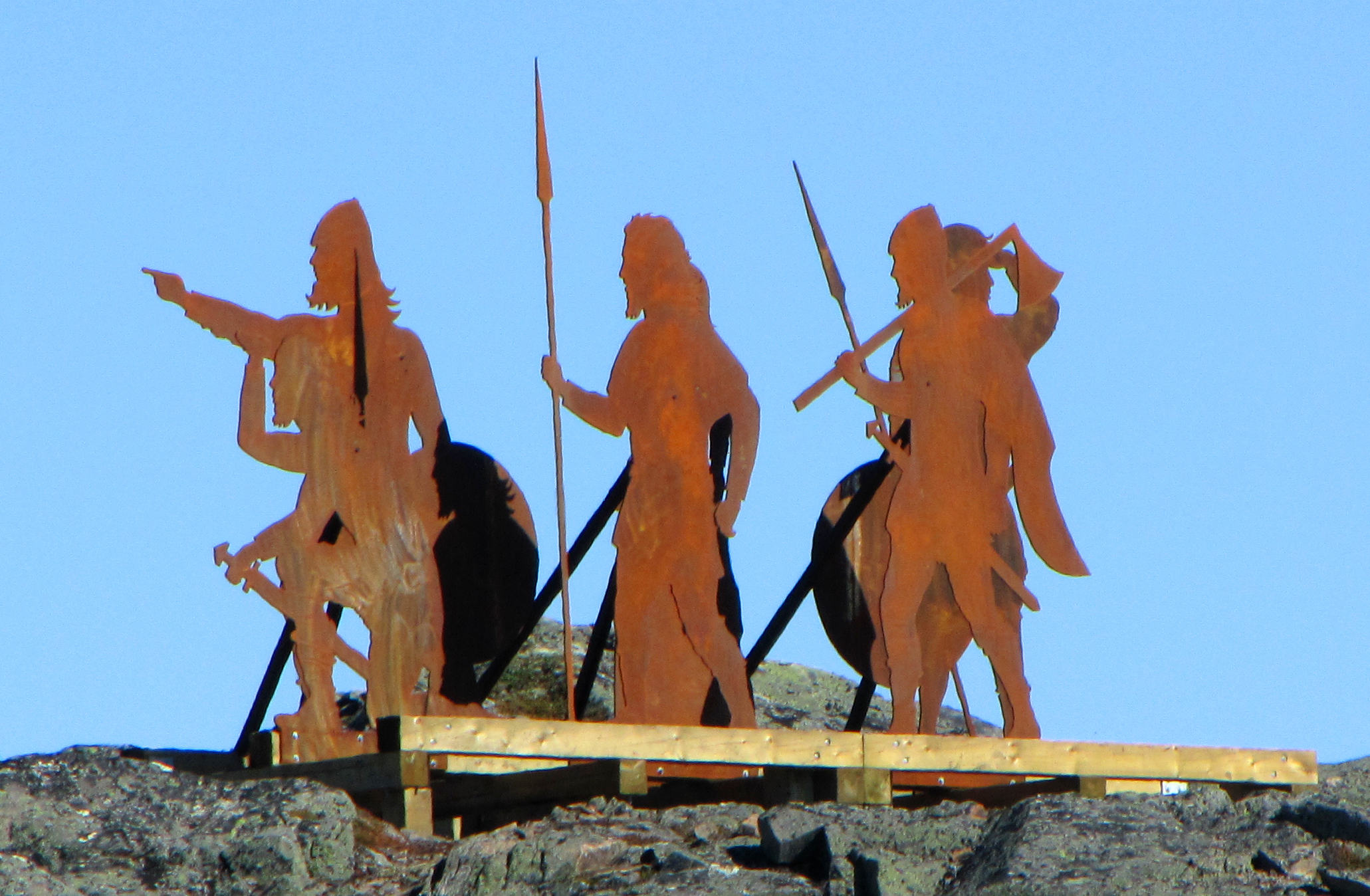
Estàtues noruegues instal·lades anteriorment sobre el lloc històric de L'Anse aux Meadows, Terranova

Anne Stine Moe va néixer i es va criar ean Lillehammer, al Comtat d'Oppland a l'estat de Noruega. Els seus pares van ser l'advocat Eilif Moe (1889-1954) i Louise Augusta Bauck Lindeman (1886-1966). Ingstad era germana de l'historiador i pianista Ole Henrik Moe, i tia del seu fill, el compositor Ole-Henrik Moe. El 1941 es va casar amb l'advocat, escriptor i aventurer noruec Helge Ingstad, amb qui treballà en tasques d'investigació arqueològica.
El 1950 es va llicenciar en art i, després d'estudiar a la Universitat d'Oslo, va obtenir un màster en arqueologia nòrdica el 1960 amb la tesina Steinalderboplassen Rognlien a Eidanger («L'assentament de l'edat de pedra Rognlien a Eidanger». Va treballar com a conservadora del Museu Forestal de Noruega, a Elverum.
A principi dels anys 1950, juntament amb el seu marit, va explorar els llocs dels assentats vikings de Groenlàndia. En basar-se en informacions tretes de les sagues nòrdiques, van començar a cercar el llegendari Vinland. El 1960 Helge Ingstad havia descobert un possible assentament viking a L'Anse aux Meadows, a l'Illa de Terranova, que aportaria proves concloents d'un assentament viking a l'Amèrica del Nord de mil anys d'antiguitat.
Entre 1961 i 1968, Anne Stine Ingstad va dirigir una excavació amb un grup internacional d'arqueòlegs de Suècia, Islàndia, Canadà, Estats Units i Noruega. Aquest va poder confirmar les restes d'un assentament nòrdic amb cases de tova, una forja, forn i un rafal.

## Anys posteriors
En la dècada del 1970 Anne Stine Ingstad va treballar en el sector tèxtil dels llocs d'excavació de Kaupang i Oseberg. El 1978 es va doctorar amb la tesi The Discovery of a Norse Settlement in America, el mateix any en què l'assentament esdevenia patrimoni de la Humanitat d'UNESCO i un dels Llocs Històrics Nacionals del Canadà.
Anne Stine Ingstad va morir el 1997 a l'edat de 79 anys; deixava el seu marit de 98 anys, Helge, i la seva filla Benedicte Ingstad, professora d'antropologia mèdica de la Universitat d'Oslo.

## Honors
Pels seus esforços, el 1969 a Anne Stine Ingstad va obtenir un doctorat honoris causa per la Memorial University of Newfoundland. El 1992 també va rebre un doctorat honorari a la Universitat de Bergen. Va ser nomenada comendadora de l'Orde de Sant Olaf i va esdevenir membre de l'Acadèmia Noruega de la Ciència.